# Fornicia
Fornicia is een geslacht van insecten uit de orde vliesvleugeligen (Hymenoptera) en de familie schildwespen (Braconidae).

## Soorten
- F. achterbergi

Fornicia achterbergi (Long) Long, 2007
Fornicia achterbergi (Yang & Chen) Yang & Chen, 2006
- F. africana Wilkinson, 1930
- F. afrorum de Saeger, 1942
- F. albalata Ma & Chen, 1994
- F. andamanensis Sharma, 1984
- F. annulipes Ashmead, 1905
- F. arata (Enderlein, 1912)
- F. balloui Muesebeck, 1958
- F. borneana (Cushman, 1929)
- F. brachymetacarpa Lou & You, 2006
- F. ceylonica Wilkinson, 1928
- F. clathrata Brulle, 1846
- F. commoni Austin & Dangerfield, 1992
- F. chalcoscelidis Wilkinson, 1936
- F. flavoabdominis He & Chen, 1994
- F. ghesquierei de Saeger, 1942
- F. imbecilla Chen & He, 1994
- F. jarmilae Mason, 1981
- F. longiantenna Luo & You, 2008
- F. macistigma Lou & You, 2006
- F. microcephala Granger, 1949
- F. minis He & Chen, 1994
- F. moronis (Cushman, 1929)
- F. muluensis Austin, 1987
- F. obscuripennis Fahringer, 1934
- F. penang (Cushman, 1929)
- F. pilosa Cushman, 1931
- F. prominentis Chen & He, 1994
- F. rixata Papp, 1980
- F. seyrigi Granger, 1949
- F. surinamensis Muesebeck, 1958
- F. tagalog (Cushman, 1929)
- F. tergiversata Papp, 1980
- F. thoseae Wilkinson, 1930